# Aleucosia hemiteles
Aleucosia hemiteles är en tvåvingeart som först beskrevs av Ignaz Rudolph Schiner 1868.  Aleucosia hemiteles ingår i släktet Aleucosia och familjen svävflugor. Inga underarter finns listade i Catalogue of Life.